# اللطمه
اللطمه (به عربی: اللطمة) یک روستا در سوریه است که در ناحیه سلحب واقع شده‌است. اللطمه ۴۰۶ نفر جمعیت دارد.